# Takunosuke Funakawa
Takunosuke Funakawa (船川 琢之介 Funakawa Takunosuke?), född 11 juni 1996 i Akita prefektur, är en japansk fotbollsspelare.
Funakawa började sin karriär 2015 i Blaublitz Akita.